# Fenimorea moseri
Fenimorea moseri é uma espécie de gastrópode do gênero Fenimorea, pertencente a família Drilliidae.